# La Plata (Kolumbia)
La Plata – miasto w Kolumbii, w departamencie Huila.